# リッチー・ヴァレンス
リッチー・ヴァレンス（Ritchie Valens、1941年5月13日 - 1959年2月3日）はアメリカのミュージシャン。本名はリカルド・エステバン・バレンスエラ・レジェス（Ricardo Esteban Valenzuela Reyes）。1950年代後半に大ブームを巻き起こしたロックンロールのスターの一人。2001年にロックの殿堂入り。

## 略歴
メキシコ系アメリカ人の両親のもとにロサンゼルスのサンフェルナンド・バレー近郊のパコイマで生まれる。
幼少時からメキシコ音楽やR&Bを聴いて育ち、ギターを覚える。16歳のときにバンドを始め、1958年にスカウトされて「カム・オン・レッツ・ゴー」でデビュー。続いてセカンド・シングル「ドナ」を発表。B面はメキシコ民謡をロックンロール調にリメイクした「ラ・バンバ」だった。
1959年2月3日、アイオワ州クリアレイクでのツアー後に搭乗した飛行機が悪天候により同州セロ・ゴード郡グラント郡区のトウモロコシ畑に墜落、同乗していたバディ・ホリー、ビッグ・ボッパー、パイロットの3名と共に死亡した。17歳没。一度に3人のロックンローラーが死んだことでファンに衝撃を与えたこの日は、後にドン・マクリーンの曲『アメリカン・パイ』内のフレーズにちなみ、「音楽が死んだ日」と呼ばれるようになった。
ヴァレンスの死後「ドナ」は全米2位、「ラ・バンバ」は全米22位を記録した。後者はスペイン語で歌われた曲としてはアメリカで初めてのヒット曲とされる。

## 伝記映画
1987年に彼の短い生涯を描いた映画『ラ★バンバ』が公開された。この映画の主題歌としてヒスパニック系バンドのロス・ロボスが同曲をカバーし、全米1位の大ヒットを記録している。なお、通常このような伝記映画は実在の人物とそっくりな俳優が演じるのだが、ヴァレンス本人は小太りで角ばった顔立ちだったためか、この映画では小顔で優男風のルー・ダイアモンド・フィリップスがヴァレンスを演じている。